# Dekanat Mielno
Dekanat Mielno – jeden z 24 dekanatów diecezji koszalińsko-kołobrzeska w metropolii szczecińsko-kamieńskiej. 
W skład dekanatu wchodzą następujące parafie:
- Biesiekierz, parafia pw. Chrystusa Króla
  - kościół filialny:
    1. Cieszyn
    2. Parnowo
    3. Stare Bielice
- Dobrzyca, parafia Trójcy Świętej (kościół Świętej Trójcy w Dobrzycy)
  - kościoły filialne:
    1. Strzepowo (kościół św. Andrzeja Boboli)
    2. Wierzchomino (kościół św. Piotra i Pawła)
- Łekno, parafia pw. św. Jana Chrzciciela
- Mielno, parafia pw. Przemienienia Pańskiego
- Mścice, parafia pw. św. Antoniego Padewskiego
- Osieki, parafia pw. św. Antoniego Padewskiego
  - kościół filialny: Sucha Koszalińska
- Sarbinowo, parafia pw. Wniebowzięcia NMP
- Sianów, parafia pw. św. Stanisława Kostki
  - kościół filialny: Węgorzewo Koszalińskie
- Śmiechów, parafia pw. MB Królowej Polski
- Unieście, parafia pw. MB Gwiazdy Morza

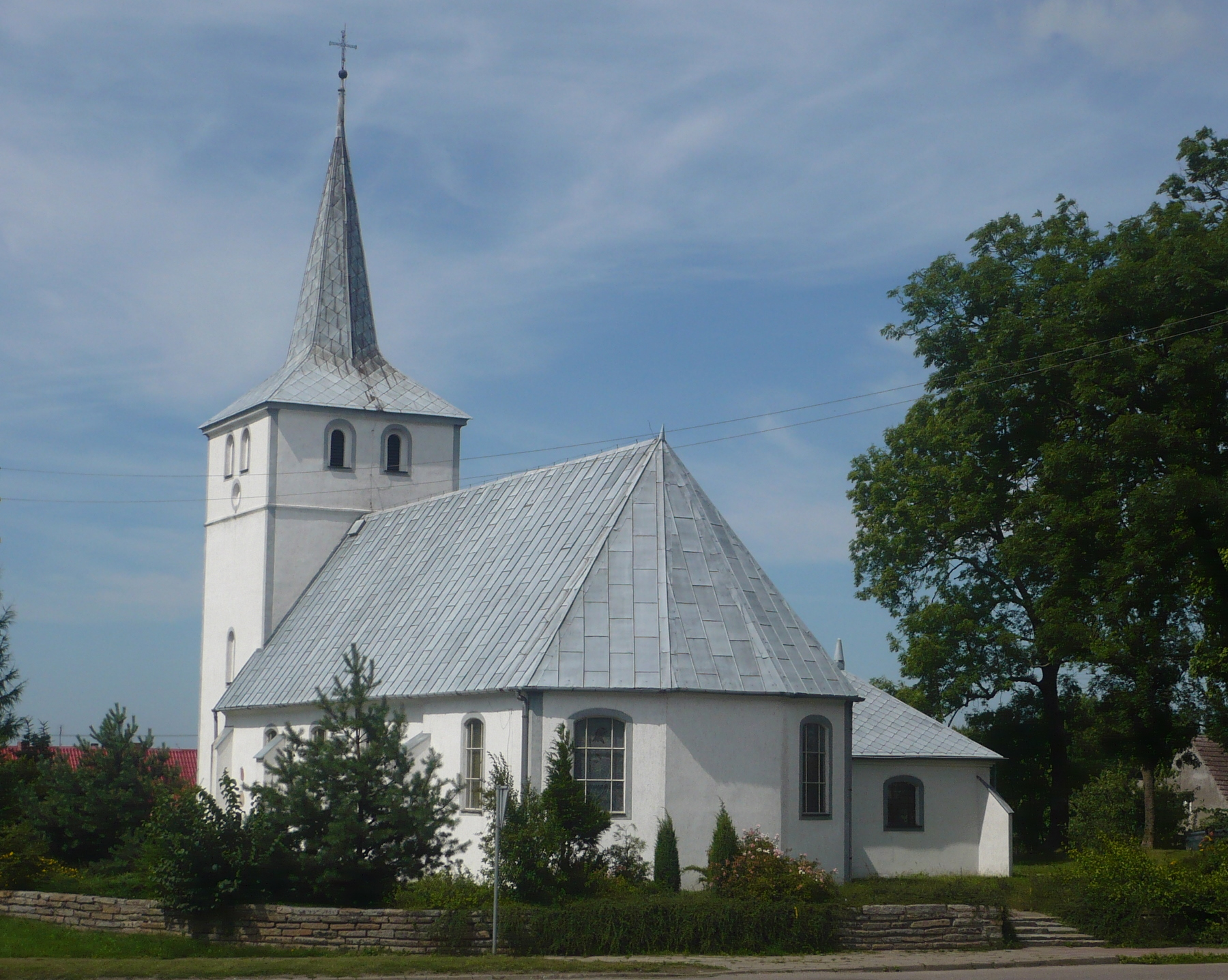
Kościół w Biesiekierzu